# Сінко-Мару № 1
Сінко-Мару № 1 (Shinko Maru No. 1) — корабель, який під час Другої світової війни брало участь у операціях японських збройних сил. 
Судно спорудили як вантажне в 1938 році на верфі Sanoyasu Zosensho в Осаці для компанії Marui Kisen. Втім, того ж 1938-го «Сінко-Мару № 1» реквізували для потреб Імперського флоту Японії та переобладнали у канонерський човен, що був включений до 4-го дивізіону канонерських човнів. 
В квітні 1939-го корабель прибув до Китаю (де вже півтора роки тривала Друга японо-китайська війна) та розпочав несення служби – спершу на річці Янцзи, а потім біля узбережжя центрального Китаю  (при цьому з листопада 1939-го він відносився до 14-го дивізіону канонерських човнів).
Після вступу Японії до Другої світової війни «Сінко-Мару № 1» протягом 8 – 9 грудня 1941-го захопив в районі островів Тайчоу британське судно «Chekiang» («Zhejiang») та буксир «Merie Moeller», що вів баржу «Autumnlight». Далі протягом більш ніж двох років корабель продовжував несення конвойної та патрульної служби у зоні від Шанхаю до району південніше за Веньчжоу. Також «Сінко-Мару № 1» могли залучати до висадки та прикриття команд розмінування (наприклад, у липні 1942-го в районі Веньчжоу) та рейдових партій.
24 січня 1944-го «Сінко-Мару № 1» разом з есмінцем «Цуга» почали супроводжувати конвой, який невдовзі в районі за вісім десятків кілометрів південніше Веньчжоу був атакований американськими літаками B-25, що змогли потопити транспорт «Панама-Мару» із більш ніж двома тисячами військовослужбовців на борту. Втім, загинуло лише 3 члена екіпажу та 12 військовослужбовців, тоді як інші були врятовані, зокрема, кораблями ескорту. Увечері того ж дня та наступної доби «Сінко-Мару № 1» провадив пошук вцілілих з допоміжного судна «Р'юсей» (Ryusei, не входило до складу конвою, проте також було потоплене авіацією) та рятувального буксиру «Касасіма» і був залучений до допомоги пошкодженому транспорту «Мая-Мару».
11 лютого 1944-го «Сінко-Мару № 1», що займався ескортуванням чергового конвою, був перенаправлений разом із «Цугою» для допомоги транспорту «Сацума-Мару», який був атакований літаками. Втім, ще до прибуття канонерського човна пошкоджений «Сацума-Мару» був добитий американською субмариною, хоча більшість членів екіпажу вдалось врятувати.
В квітні 1944-го «Сінко-Мару № 1» перекласифікували на військовий транспорт та підпорядкували Флоту Південно-західної зони, що відповідав за операції у окупованій Південно-Східній Азії. Відомо, що 4 – 8 серпня 1944-го він прослідував в конвої MI-13 з Такао (наразі Гаосюн на Тайвані), а 11 – 18 серпня здійнив перехід до Мірі (центр нафтовидобутку на північно-західному узбережжі Борнео.
9 січня 1945-го «Сінко-Мару № 1» під охороною мисливця за підводними човнами CH-5 слідувало в Яванському морі біля південного узберіжжя Борнео. Тут воно було виявлене та потоплене нідерландським підводним човном HNLMS O 19, що випустив 3 торпеди та досягнув одного влучання.